# مارک جنه
مارک جنه (اسپانیایی: Marc Gené‎؛ زادهٔ ۲۹ مارس ۱۹۷۴) اتوموبیل‌ران فرمول ۱ اهل اسپانیا است.